# Zachovej klid
Zachovej klid je první kniha ze sci-fi série Kvantová gravitace od Justiny Robsonové. Vypravuje o akci kyborga Lily Black do Alfheimu aby zachránila svého milovaného Zala.

## Hlavní postavy
- Lila Amanda Black – agentka Inpra, kyborg divize umělé inteligence. Byla zraněna ohněm při misi do Alfheimu když patřila k hraniční kontrole aby vypátrala zdroj drog. Byla chycena Darem a zapálena. Po operaci bylo její tělo nahrazeno kovovými součástmi.
- Suhanathir Taliesetra alias Azrazal Zal Ahriman  – světlý elf který měl nastoupit na trůn Sathanoru. Sloužil u Jayon Dagy jako Kurtz – kapitán. Zběhnul do Démonie kde začal nový život. Později se stal zpěvákem skupiny Natvrdo
- Šonšani Dusinannen alias Dar – temný elf, bývalý agent Jayon Dagy, později stoupenec Odporu.
- Sarasillien – agent Inpra, elf.
- Malachi – agent Inpra, féeřan.
- doktorka Williamsová – Lilyna osobní lékařka.
- Ilya Voynass Taliesetra alia Tath – nekromancer, světlý elf.
- Sorča Ahrimanová – metalová zpěvačka, démonka.
- a další

## Děj
V roce 2015 explodoval v Texasu Kvantový urychlovač o velikosti po obvodu skoro 85 km a rozdělil svět na šest částí. Původní část světa byla pojmenována Otopie. Dalšími objevenými světy byly Démonie kterou obívají magičtí tvorové – démoni, Alfheim který obývají elfové, víly a škřeti, Zoomenon který obývají elementi – tvorové jistého prvku kteří dovedou vzít na sebe podobu člověka, Thanatopie která je spojena se zemí mrtvých a tak se do ní nikdo nedostane a Féerie jehož obyvatelé jsou přírodní duchové.
Celý příběh se odehrává v roce 2021 kdy Alfheim uzavřel své hranice a zcela zrušil veškeré styky s ostatními světy.
Lila Black pracovala u Inpra – tajné Otopijské služby, ale předstírá, že pracuje u Dvojpancíře – jako bodyguard. Má se tak dostat k Zalovi, zpěvákovi skupiny Natvrdo, kterému někdo posílá výhrůžné vzkazy které mohou ohrozit světovou bezpečnost. Lila se se Zalem spřátelí, ale když Zal uteče do lesa aby vyvolal duchy z M-prostoru (vesmír spojující všechny světy a říše mrtvých) napadnou je dva agenti Jayon Dagy – Alfheimské tajné služby. Při boji se ukáže, že Lila je kyborg. Lila pozná jednoho z útočníků, zabijáka Dara, který ji před spoustou let zranil a díky tomu musela na operaci která změnila většinu jejího těla na stroj. Později Zala s Lilou při odjezdu ze Zalova koncertu napadnou znovu Dagovci a při souboji Lila zraní Dara, ale Zal je unesen obřím orlem. Darova partnerka Gwil ji přesvědčí, že má jít zachránit Zala spolu s Darem. Lila přes všechen odpor Dara vyléčí a vydají se napříč Sathanorem (druhou zemí v Alfheimu, první je Lilirien), který je ryzím rájem. Chtějí zachránit Zala, který je zajatcem Ärie, samozvané královny Sathanoru, protože dezertoval a zradil svou rodinu. Lila zachrání jednoho světlého elfa před Saaqaa – nočními lovci. Dar ho ale zabije a elfova duše se dostane do Lily. Dar a Lila spolu mají sex a nakonec se dostanou do jezerního hradu. Zachrání Zala, ale Lila nakonec Dara zabije, aby si získala důvěru světlých elfů. Utečou do jezera Aparstilu, ale tam je napadnou vodní nestvůry. Podaří se jim přežít a uprchnou z Alfheimu.